# إحصار حزيمي أمامي أيسر
الإحصار الحزيمي الأمامي الأيسر (بالإنجليزية: Left anterior fascicular block)‏ هو حالة غير طبيعية تحدث في البطين الأيسر للقلب، وهو ذو صلة بإحصار فرع الحزمة الأيسر ولكنه مختلف عنه.
يتسبب التلف في النصف الأمامي من الفرع الأيسر للحزمة في حالة الإحصار الحزيمي الأمامي الأيسر. ويتجلى ذلك بالظهور في تخطيط القلب بانحراف محور اليسار.